# Hechtia stenopetala
Hechtia stenopetala là một loài thực vật có hoa trong họ Bromeliaceae. Loài này được Klotzsch mô tả khoa học đầu tiên năm 1835.